# Theodosīs Machairas
Theodosīs Machairas (in greco Θεοδόσης Μαχαίρας?; Lero, 6 maggio 2000) è un calciatore greco, centrocampista dell'AEK Atene B.

## Caratteristiche tecniche
È un esterno sinistro.

## Carriera

### Club
Cresciuto nel settore giovanile dell'AEK Atene, esordisce in prima squadra il 1º marzo 2020 giocando l'incontro di Souper Ligka Ellada pareggiato 1-1 contro il Paniōnios.

### Nazionale
Ha giocato nelle nazionali giovanili greche Under-18 ed Under-21.

## Statistiche
Statistiche aggiornate al 26 novembre 2020.

### Presenze e reti nei club
| Stagione        | Squadra         | Campionato      | Campionato | Campionato | Coppe nazionali | Coppe nazionali | Coppe nazionali | Coppe continentali | Coppe continentali | Coppe continentali | Altre coppe | Altre coppe | Altre coppe | Totale | Totale | Totale |
| Stagione        | Squadra         | Comp            | Pres       | Reti       | Comp            | Pres            | Reti            | Comp               | Pres               | Reti               | Comp        | Pres        | Reti        | Pres   | Reti   |        |
| --------------- | --------------- | --------------- | ---------- | ---------- | --------------- | --------------- | --------------- | ------------------ | ------------------ | ------------------ | ----------- | ----------- | ----------- | ------ | ------ | ------ |
| 2019-2020       | AEK Atene       | SL              | 2          | 0          | CG              | 1               | 0               |                    | -                  | -                  |             | -           | -           | 3      | 0      |        |
| 2020-2021       | AEK Atene       | SL              | 4          | 1          | CG              | 0               | 0               | UEL                | 3                  | 0                  |             | -           | -           | 7      | 1      |        |
| Totale carriera | Totale carriera | Totale carriera | 6          | 1          |                 | 1               | 0               |                    | 3                  | 0                  |             | -           | -           | 10     | 1      |        |